# جناية قبيلة حدثنا (كتاب)
جناية قبيلة حدثنا كتاب من تأليف المفكر جمال البنا، يتطرق إلى تاريخ رواية وجمع الأحاديث النبوية والظروف السياسية والتاريخية التي أحاطت بمرحلة تدوين السنة النبوية وتحويلها من مرحلة الشفاهة إلى مرحلة التدوين.
يصف الكاتب في مقدمة كتابه هذه الفئة، وهم أهل الحديث، بأنها أقوى الفئات تأثيرا على الفكر الإسلامي، قائلا: ترى نفسها الفرقة الناجية من الثلاث وسبعين التي انشق إليها المسلمون، لأنها تحمل الرسول، وتدعى رواية حديثه.
يركز المؤلف على مسألتين: الأولى هدم النظرية الإسلامية التي تأسست على الحديث النبوي، والثانية: إضفاء الشرعية على قضايا فكرية وفقهية خاضها في السابق من زاوية النظر والاستدلال العقلي.

## محتوى
يقول جمال البنا أنه يقصد بقبيلة «حدثنا» هؤلاء الذين نقلوا للمسلمين عبر القرون الطويلة الماضية مئات الأحاديث ونسبوها للرسول.
| جناية قبيلة حدثنا (كتاب) | تهمة إنكار السنة أصبحت مثل عداء السامية سلاحاً يشهره أصحابه على الذين يخالفونهم دون تمييز، ونوعًا من الإرهاب الفكري له حصانته، إننا في هذه الرسالة سنتابع ظهور قبيلة حدثنا من الأيام الأولى للرسول والخلفاء الراشدين، عندما لم يكن لهم وجود ملحوظ، ثم الذي حدث للمجتمع الإسلامي نتيجة تركه لمجتمع المدينة المحدود، وبدء المرحلة الإمبراطورية وانعكاساتها التي انتهت بأن وَضْع الأحاديث أصبح ضرورة لا مناص عنها، وبالتالي ظهرت قبيلة حدثنا | جناية قبيلة حدثنا (كتاب) |

يبدأ البنا، كتابه بالإشارة إلى عنوان كتابه، مؤكدا على أن السنة هي العمل والمنهج والدأب، كما أنها الطريقة والسيرة، ويعرفها البنا بقوله «السنة لها طبيعة عملية تختلف عن الأحاديث التي لها طبيعة قولية أو شفهية». وأشار إلى أن كتابه لا يمس الحديث أيضا، وإنما يناقش «فئة نصبت نفسها لتجميع الأحاديث ونسبتها إلى الرسول».

### تحريم تدوين الحديث
يصر البنا اتباث نظريته على قضية «تحريم التدوين في العهد النبوي وعهد الخلفاء الراشدين»، حيث كان الموقف المقرر هو «تحريم كتابة الأحاديث، وأن من كتب شيئاً منها، فإنما يكون لفكرة أن يحفظها ليتخلص منها» ويحشد لذلك سيلاً من أحاديث الرسول، ومن أقوال الخلفاء الراشدين أنفسهم. ويركز على حديث أبو هريرة، الذي يسميه جمال البنا بشيخ قبيلة حدثنا، عن قول رسول الله الذي أحرق كتبا بعد أن بلغه أن ناسًا كتبوا حديثه فيها:

يسوق البنا دلائل وأحاديث في النهى عن الإكثار من رواية الحديث عن الرسول حيث يروى أن أبو بكر الصديق جمع الناس بعد وفاة الرسول وقال لهم: 

### تقنين الشريعة
يروى البنا أن ابن المقفع اقترح على الخليفة أبو جعفر المنصور وضع تقنين على الشريعة، وكتب ذلك في رسالة الصحابة: "

كما يستدل البنا عن لقاء مالك بن أنس مع المنصور: 
ولكن كلا المحاولتين لم ترزق استجابة.

### وضع الحديث
في الفصل الرابع من الكتاب أشار البنا أن المحدثين وضعوا علم الحديث، يعبر فيه عن اعتقاده بأن الظروف السياسية والتاريخية لعبت دورا كبيرا في ظهور عدد من رواة الحديث في القرون التالية لعهد الخلفاء الراشدين وأن بعض هؤلاء لم يكن موضع ثقة.
وهي المرحلة التي تحولت فيها الدولة الإسلامية لإمبراطورية مترامية الأطراف تضم شعوبا متعددة وثقافات شتى، ويقول إن هذه الفترة هي التي شهدت ظهور الأحاديث الموضوعة أو الكاذبة، وقد كان هذا الظهور ذا جوانب متعددة، حيث يتحدث البنا عن فئة كانت تسمى نفسها «الوضاع الصالحين»، وهم أولئك الذين اختلقوا الأحاديث ظنا منهم أنهم يخدمون الدين.

### تخريب المجتمع
لقبيلة «حدثنا» أثر سيئ على المجتمع، فحسب الكاتب أنه ليس من المبالغة أن نقول إنها «خرَّبت» المجتمع الإسلامي وأخرت تقدمه، وذلك بما قدمته من أحاديث تفسد الفكر وتفسد الحكم وتفسد المجتمع. وذكر المؤلف على سبيل المثال حديث «الأئمة من قريش» الذي حصر الخلافة في قريش، وحديث «لا أفلح قوم ولوا أمرهم امرأة» الذي استبعد وجود المرأة في العمل العام، وقضى عليها بأن تحبس داخل جدران منزلها حسب قول جمال البنا، وأن راوى هذا الحديث اتهم بالقذف، وأوقع عليه عمر بن الخطاب حده، ورفض التوبة.
وحديث «من بدل دينه فاقتلوه«، وهو الحديث الذي رفضه الإمام مسلم، لأن شبهات كانت تحوط راويه عكرمة، جعلته لا يدخل له حديثاً في صحيحه، وقد كانت هذه شبهة كبيرة تؤدى إلى استبعاده، خاصة أنه يقضى بالكفر وبالإعدام على من يرتد، ولكن لم يكن المطلوب عقاب المرتد، لأن هذا بعد أن تدعم بنيان الإسلام كان أمرًا مستبعدًا.

المسلم المعاصر، كما يراه البنا، مسلم منهك بتلك الشروط، حيث جنت قبيلة حدثنا على المجتمع الإسلامي: 

## انتقادات
أثار هذا الكتاب جدلا كبيرا بعد نشره، وصلت ضجة الكتاب إلى ساحات المحاكم، إذ رفعت قضايا ضد البنا، واعتبر أصحاب الدعاوى أن الكاتب يسيء إلى السنة النبوية. وطالب يوسف البدري السلطات المصرية بمعاقبة جمال البنا، ومنعه من الظهور إعلامياً، وحظر أحاديثه وكتاباته. ويبرر المنتقدون بطلان أدلة هذا الكتاب باعتماد البنا في أدلته على مرويات التفسير التي يسخر منها في سياق، ويستدل بها في آخر، فبينما يطعن فيها، إلا أنه يذهب فيستدل بها على صحة مذهبه.